# Lustgarten
Lustgarten – plac, znajdujący się w Berlinie, w dzielnicy Mitte, na Wyspie Muzeów. Od strony zachodniej przylega do brzegu kanału Kupfergraben, po jego północnej stronie leży Stare Muzeum, po wschodniej katedra berlińska, zaś po południowej jedna z fasad zamku berlińskiego. Na miejscu placu pierwotnie znajdował się ogród przyzamkowy, w późniejszych latach obszar ten był poddawany różnym przekształceniom i przeobrażeniom. Swoją obecną formę Lustgarten uzyskał w latach 1997–1999.

## Historia

### Czasy monarchii

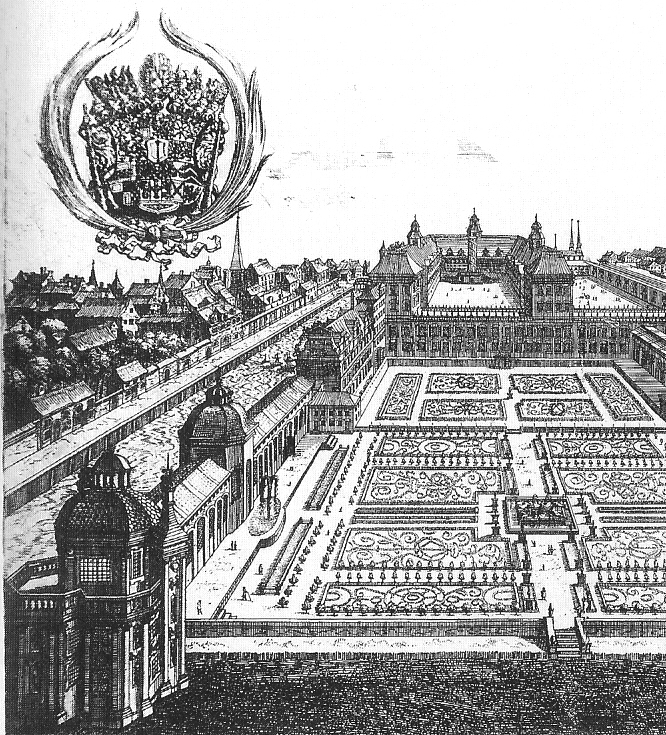
Widok na Lustgarten w 1666 roku na rysunku autorstwa Johanna Sigismunda Elsholtza

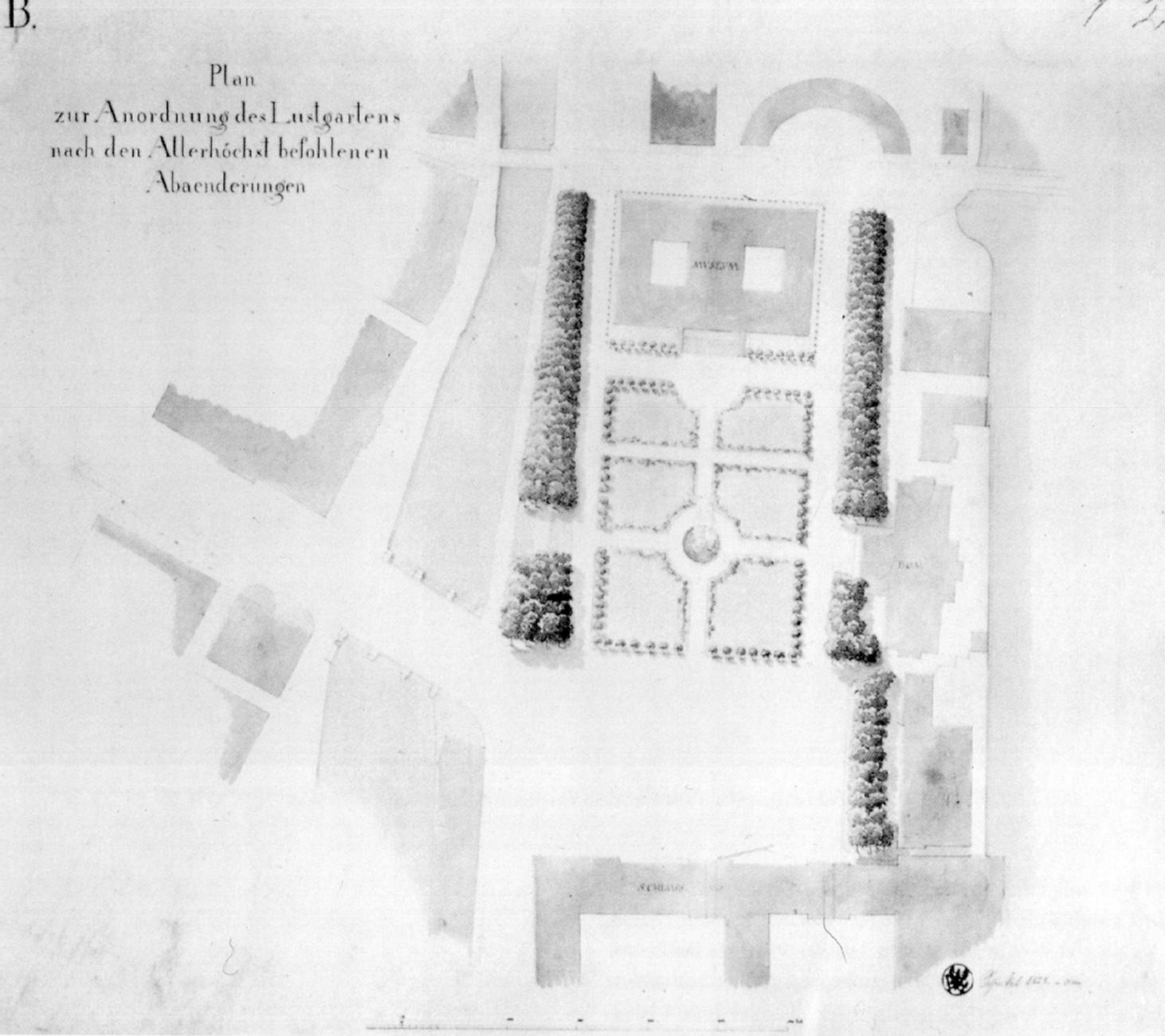
Projekt przebudowy Lustgarten autorstwa Karla Friedricha Schinkla

Pierwotnie na obszarze, na którym położony jest dzisiejszy Lustgarten mieścił się ogród przyzamkowy, założony po ukończeniu budowy zamku berlińskiego w 1443 roku. W 1573 roku z inicjatywy elektora Jana Jerzego ogród ten przekształcono w ogród kuchenny z drzewami owocowymi i ziołami, ponadto utworzono w nim staw i kwietniki, a także wzniesiono różne małe budynki.
Podczas wojny trzydziestoletniej ogród, wraz z okoliczną zabudową, został zniszczony. Około 1645 roku Wielki Elektor Fryderyk Wilhelm I zlecił zaprojektowanie nowego założenia architektowi Johannowi Gregorowi Memhardtowi. Władca zażyczył sobie, aby ogród oparty był na holenderskich wzorach, które poznał gdy przebywał na tamtejszym dworze. Memhardt stworzył więc przestrzeń z dużą ilością kanałów, stawów i fontann, licznymi rzeźbami oraz letnim domem dla władcy, nazywanym Lusthaus. Ponadto w ogrodzie, którego położona najbliżej zamku część dalej mieściła zioła i służyła do celów kuchennych, zasadzone zostały liczne, pochodzące z zagranicy rośliny m.in. ponad dwieście drzew pomarańczowych sprowadzonych z Włoch i sto tulipanów z Holandii. W 1652 roku w ogrodowej szklarni posadzono pierwsze w Brandenburgii ziemniaki. Trzydzieści trzy lata później wybudowana została z kolei barokowa oranżeria, według projektu architekta Johanna Arnolda Neringa, w której przez cały rok rosło ponad tysiąc gatunków roślin. Ogród, będący pierwszym tego typu miejscem w Berlinie był dostępny dla wszystkich i w niedługim czasie stał się ulubionym miejscem spacerów oraz wypoczynku mieszkańców miasta. Wtedy też zyskał nazwę Lustgarten (dosłownie, w j. pol. „ogród przyjemności”).
Za panowania Fryderyka III, syna Wielkiego Elektora, w części ogrodu utworzono sad, w którym do 1700 roku zasadzono ponad dwa tysiące importowanych drzew. Kolejny władca, Fryderyk Wilhelm I z powodu oszczędności oraz braku zainteresowania egzotycznymi roślinami i ozdobnymi akwenami postanowił przekształcić Lustgarten w plac do odbywania parad oraz pokazów musztry. Utworzenie placu w 1713 roku wiązało się z wycięciem większości roślin oraz przeniesieniem stojących w ogrodzie rzeźb do okolicznych pałaców – m.in. do pałacu Charlottenburg. W Lusthaus natomiast ulokowano w 1738 roku siedzibę gildii kupieckich oraz giełdy. Niedługo później, po wschodniej stronie placu rozpoczęto budowę katedry, której działalność zainaugurowano 16 września 1750 roku. W 1798 roku Lusthaus został rozebrany, a w jego miejscu wybudowany został nowy budynek giełdy, który otwarto 5 sierpnia 1805 roku. W czasie gdy Lustgarten służył za plac parad odbywały się na nim również dworskie uroczystości. Jedną z takich uroczystości był turniej rycerski zorganizowany z okazji wizyty margrabiego Fryderyka i jego żony Wilheminy, dla którego Lustgarten został przekształcony w duży, zawierający trybuny dla ludzi z wszystkich stanów, amfiteatr, oświetlony 30 tysiącami lamp. Na terenie Lustgarten odbyła się również parada wojsk Napoleona Bonapartego, niedługo po ich wkroczeniu do Berlina 27 października 1806 roku.

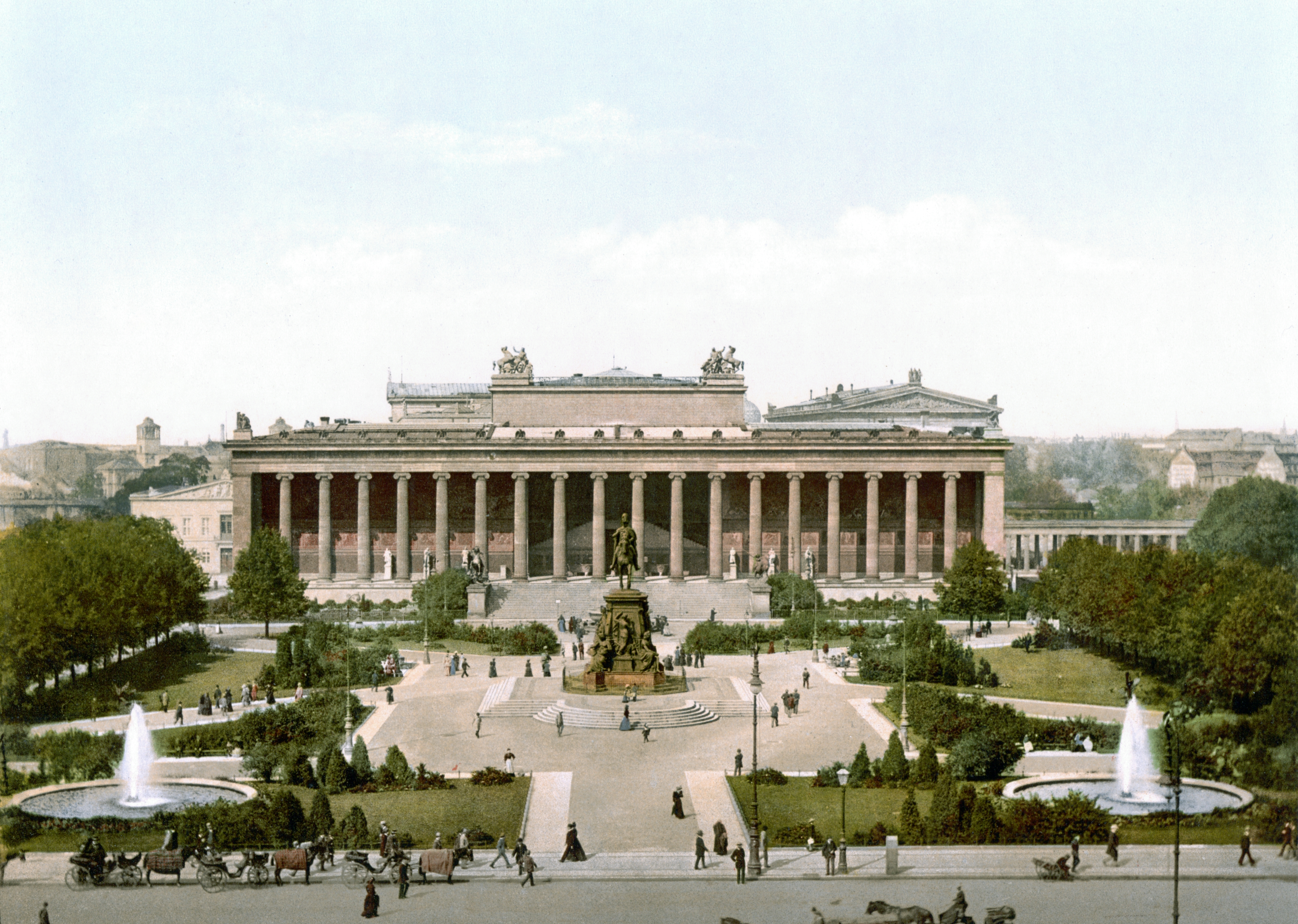
Stare Muzeum i Lustgarten około 1900 roku

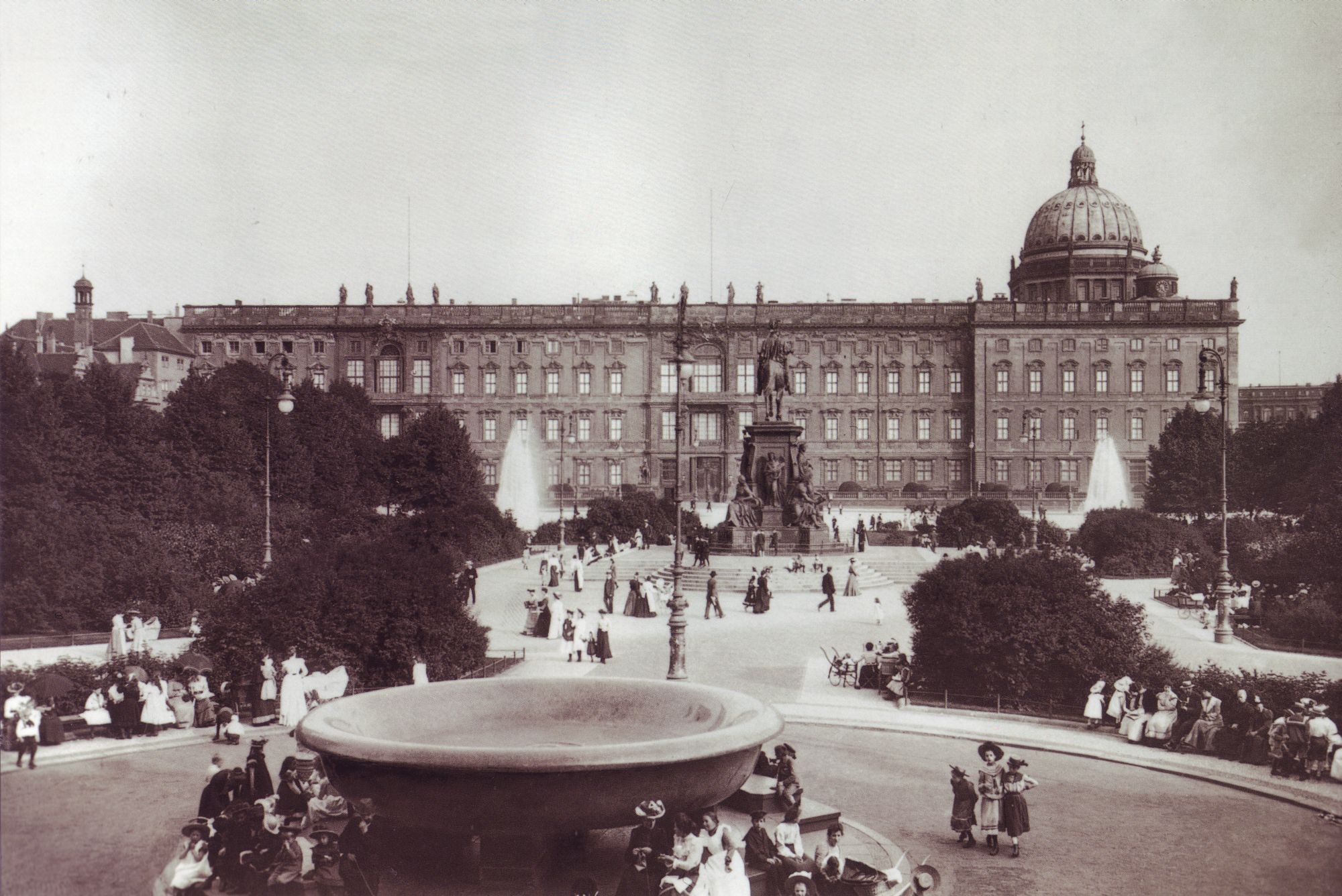
Zamek berliński i Lustgarten w 1913 roku

Następca Fryderyka Wilhelma I, Fryderyk II Wielki, po wybudowaniu pałacu Sanssouci w Poczdamie, który był jego głównym miejscem zamieszkania, rzadko bywał na zamku w Berlinie i nie interesował się jego otoczeniem. Jego bratanek i następca, Fryderyk Wilhelm II doprowadził do odtworzenia ogrodu, w którym lubił czasem przebywać. Ogród ten pozostawał jednak zamknięty dla mieszkańców miasta. Zmieniło się to podczas panowania Fryderyka Wilhelma III, który postanowił stworzyć w tym miejscu przestrzeń otwartą. W tym celu powierzył architektowi Karlowi Friedrichowi Schinklowi opracowanie przebudowy Lustgarten oraz zaprojektowanie budynku muzeum, mającego znajdować się w pobliżu. Podczas zrealizowanej w latach 1820–1822 przebudowy, której projekt Schinkel stworzył z udziałem Petera Josepha Lennégo, plac został odgrodzony od północnej fasady zamku pustą przestrzenią do organizacji marszów i defilad, zaś na środku placu zbudowano dużą fontannę, wokół której utworzono sześć trawników, oddzielonych od siebie chodnikami. Od strony katedry posadzone zostały drzewa. W 1830 roku ukończono natomiast budowę położonego po północnej stronie placu Starego Muzeum. Rok później umieszczono przed muzeum wielką, mającą 7 m średnicy granitową misę (niem. Grantischale), którą okrzyknięto cudem okresu obowiązywania stylu Biedermeier. Zamysłem Schinkla było stworzenie największej na świecie misy z miejscowego kamienia. Jej wykonaniem zajął się kamieniarz Christian Gottlieb Cantian, który wykorzystał granitowy głaz, znaleziony w lesie w pobliżu Fürstenwalde.
W okresie panowania Fryderyka Wilhelma IV, w 1853 roku nastąpiło kolejne przeobrażenie Lustgarten. Pod kierownictwem architekta Johanna Heinricha Stracka zmieniony został kształt trawników oraz układ ścieżek pomiędzy nimi. Z kolei za panowania Wilhelma I, niedługo po utworzeniu Cesarstwa Niemieckiego na miejscu znajdującej się na środku Lustgarten fontanny, wybudowano zaprojektowany przez architekta Alberta Wolffa pomnik konny Fryderyka Wilhelma III, którego odsłonięcie odbyło się 16 czerwca 1871 roku. Dwa lata później w Lustgarten odbył się pierwszy w tym miejscu berliński jarmark bożonarodzeniowy (niem. Weihnachtsmarkt). Jarmarki odbywały się w Lustgarten regularnie do 1891 roku. Pod panowaniem Wilhelma II utworzono szeroką ulicę Kaiser-Wilhelm-Straße (obecnie Karl-Liebknecht-Straße), która spowodowała ponowne ograniczenie obszaru Lustgarten, z kolei na miejscu istniejącej dotychczas katedry wybudowano w latach 1894–1905 nową świątynię zaprojektowaną przez Juliusa Carla Raschdorffa. Doprowadziło to do radykalnej zmiany wyglądu obszaru Lustgarten, a przy tym do ostatecznego jego ukształtowania. 1 sierpnia 1914 roku, kiedy Wilhelm II z balkonu zamku ogłosił deklarację przystąpienia państwa do I wojny światowej, w Lustgarten odbył się masowy wiec poparcia, który był pierwszym tego typu wydarzeniem w historii tego miejsca.

### W Republice Weimarskiej i III Rzeszy

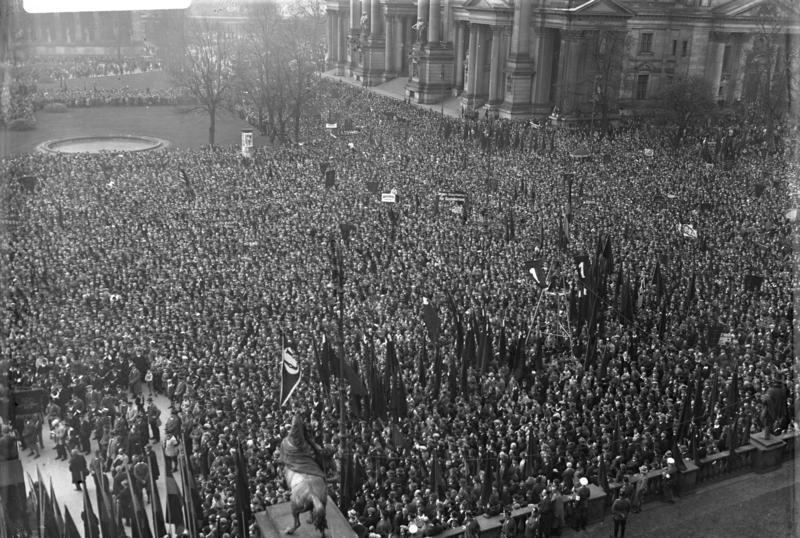
Wiec wyborczy w Lustgarten 1 kwietnia 1932 roku

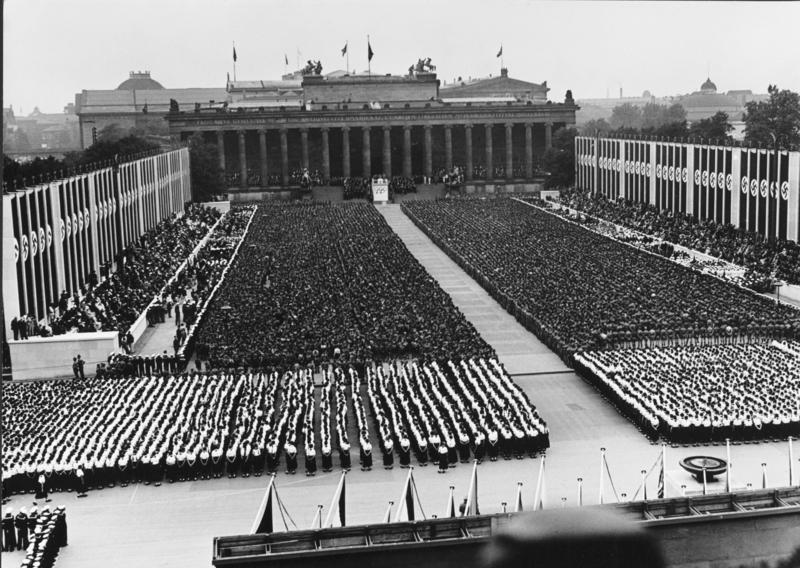
Defilada z okazji rozpoczęcia Letnich Igrzysk Olimpijskich 1 sierpnia 1936 roku

Po utworzeniu Republiki Weimarskiej w Lustgarten odbywały się liczne demonstracje polityczne, a także protesty robotników. Swoje wiece organizowały tam partie KPD, SPD i NSDAP. Jedną z największych demonstracji była ta zorganizowana w 1922 roku po zabójstwie ministra spraw zagranicznych, Walthera Rathenaua. Natomiast niedługo po mianowaniu Adolfa Hitlera kanclerzem, 7 lutego 1933 roku, odbyła się tam demonstracja przeciwników władzy Hitlera, zorganizowana przez partię socjaldemokratyczną. Wzięło w niej udział blisko 200 tysięcy ludzi. Z kolei 19 lutego 1933 roku odbył się wielki marsz zakończony wiecem w Lustgarten, będący ostatnim wyrazem zbiorowego sprzeciwu wobec rządu nazistowskiego.
W roli miejsca zgromadzeń o charakterze politycznym Lustgarten był wykorzystywany także przez nazistów, jak choćby 1 kwietnia 1933 roku, kiedy minister propagandy Joseph Goebbels wygłosił tam przemówienie, w którym wskazywał na potrzebę bojkotu Żydów. W następnym roku z polecenia władz Lustgarten został przekształcony w miejsce do odbywania parad i marszów. W tym celu zlikwidowano trawniki i wyłożono całą jego powierzchnię kamiennymi płytami, zaś pomnik konny Fryderyka Wilhelma III oraz granitową misę przeniesiono w inne miejsce. 1 sierpnia 1936 roku w Lustgarten odbyła się uroczysta defilada młodzieżowych organizacji nazistowskich z okazji rozpoczęcia Letnich Igrzysk Olimpijskich. W defiladzie tej wzięło udział po 8800 członków Hitlerjugend i Deutsches Jungvolk, a także 3000 dziewcząt z Bund Deutscher Mädel. 18 maja 1942 roku kilkuosobowa grupa żydowskich działaczy komunistycznych, dowodzona przez Herberta Bauma, dokonała podpalenia znajdującej się na obszarze Lustgarten od dziesięciu dni propagandowej, antysowieckiej wystawy Das Sowjet-Paradies (pol. „Sowiecki raj”). Kilka dni później zarówno Baum, jak i pozostali uczestnicy akcji oraz wszyscy, którzy mieli jakiekolwiek powiązania z nim zostali aresztowani. Trzydzieści dwie z aresztowanych osób zostało później skazanych na śmierć, sam Baum zaś zmarł po trzech tygodniach przebywania w areszcie na skutek tortur.
W 1944 roku pomnik konny Fryderyka Wilhelma III został przetopiony w celu pozyskania metalu na potrzeby wojenne. W następnym roku, pod koniec II wojny światowej stojące przy Lustgarten katedra, zamek oraz Stare Muzeum zostały zniszczone.

### W Niemieckiej Republice Demokratycznej

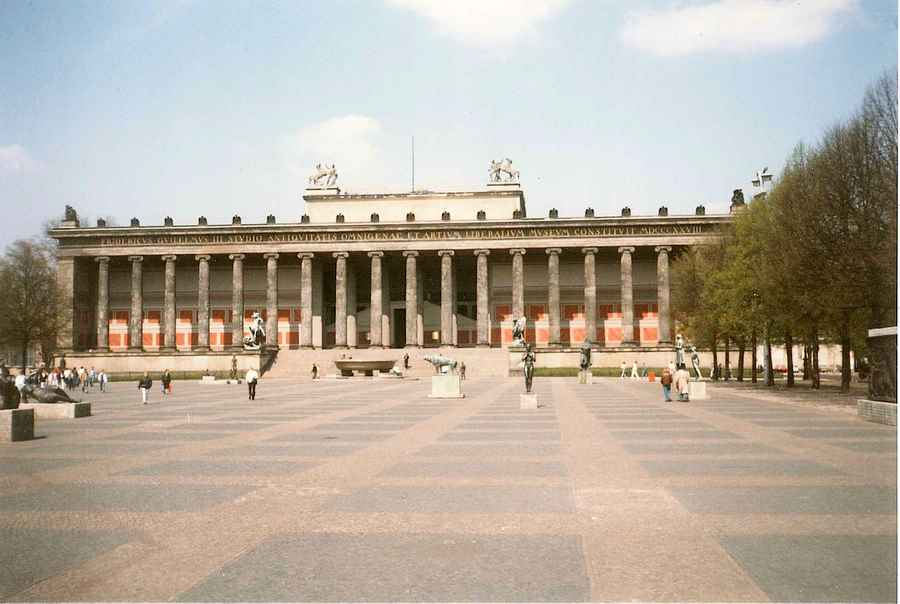
Stare Muzeum i Lustgarten w 1988 roku

W 1950 roku z polecenia Komitetu Centralnego SED, rządzącej Niemiecką Republiką Demokratyczną, wyburzono ruiny zamku, zaś na terenie po tej budowli urządzono Marx-Engels-Platz (obecnie Schloßplatz), w skład którego został włączony także obszar Lustgarten, na którym pozostawiono nawierzchnię z kamiennych płyt, zachowując kształt, jaki został mu nadany przez władze nazistowskie. Stare Muzeum oraz katedra zostały natomiast odbudowane – muzeum otwarto w 1966 roku, zaś katedrę w 1975 roku.
Do 1974 roku na obszarze Lustgarten odbywały się jarmarki bożonarodzeniowe – kolejne organizowano w innej części Marx-Engels-Platz. W latach 1973–1976 po wschodniej stronie Marx-Engels-Platz wybudowano pałac Republiki (w latach 2006–2008 został rozebrany, zaś w latach 2013–2020 odbudowano zamek berliński), będący siedzibą parlamentu Niemieckiej Republiki Demokratycznej, przez co obszar Lustgarten stał się tłem do wielu wydarzeń politycznych. W 1980 roku umieszczono na pierwotnym miejscu przed Starym Muzeum granitową misę, zaś rok później w bocznej części obszaru Lustgarten postawiono pomnik upamiętniający Herberta Bauma i pozostałych uczestników wydarzeń z 18 maja 1942 roku.

### W zjednoczonych Niemczech

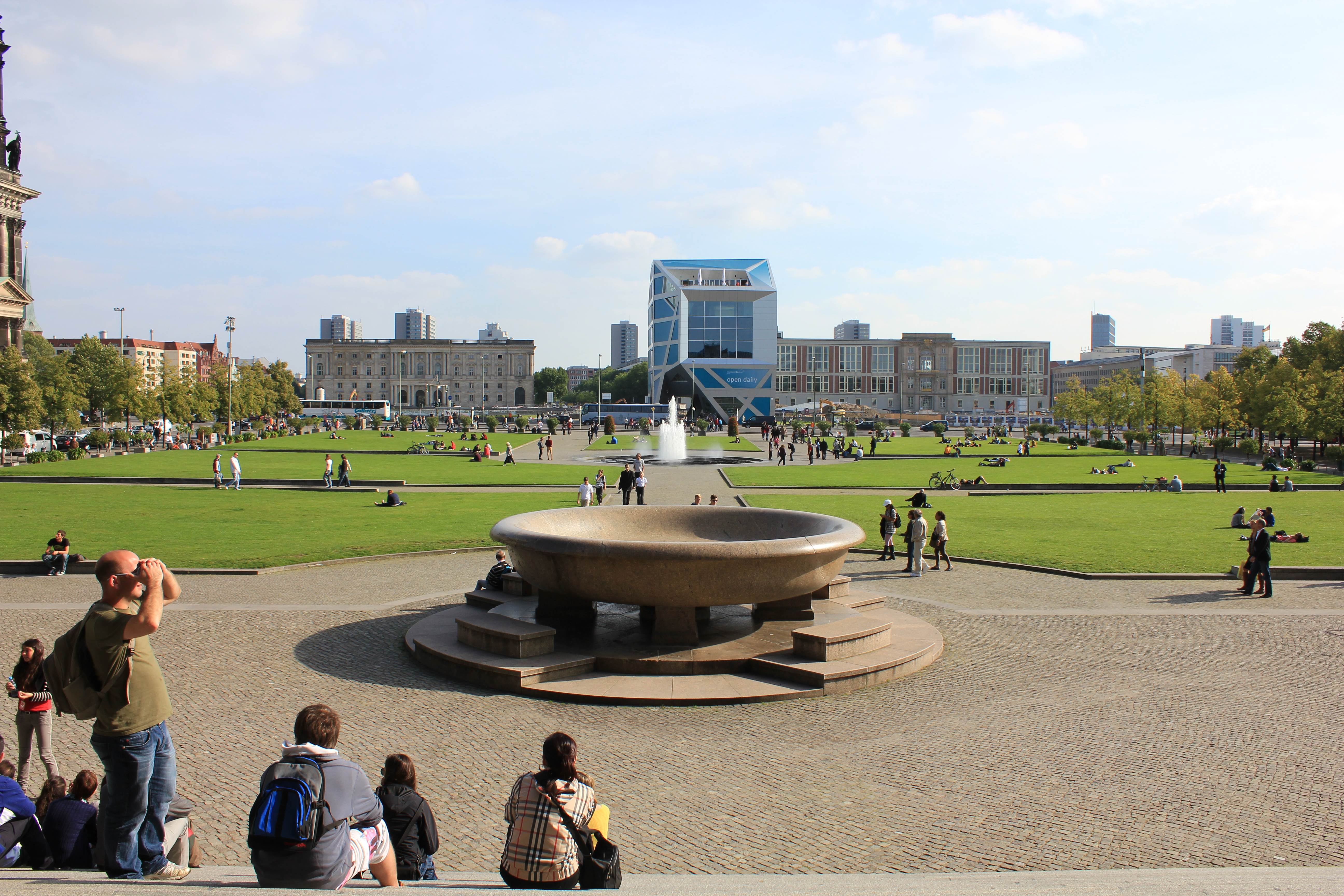
Lustgarten w 2011 roku; na pierwszym planie granitowa misa

Po zjednoczeniu Niemiec rozpoczęła się publiczna debata dotycząca przywrócenia obszaru Lustgarten do pierwotnej, wypoczynkowej funkcji. W listopadzie 1997 roku Senat Berlina oficjalnie zaakceptował projekt przebudowy terenu opracowany przez architekta Hansa Loidla na podstawie planów Karla Friedricha Schinkla. Na jego realizację zarówno władze Berlina, jak i fundacja Allianz Umweltstiftung, przeznaczyły po 3,5 miliona marek dotacji. Prace budowlane rozpoczęły się na początku 1998 roku. 7 kwietnia 1998 roku odkryto fundamenty historycznej fontanny, która niegdyś stała na środku Lustgarten. 24 września 1999 roku przebudowany Lustgarten, składający się z siedmiu oddzielonych od siebie chodnikami trawników i stanowiący reinterpretację projektu Schinkla w nowoczesnych formach, został otwarty.